# Nocturne ノクターン―月下の歩行者―
『nocturne ノクターン―月下の歩行者―』（ノクターン げっかのほこうしゃ）は、劇団維新派による2003年上演の演劇作品である。
野外に巨大な劇場を建設して公演をおこなうことで知られる劇団維新派が、新国立劇場中劇場の機構を最大限に活用して上演した屋内公演。新国立劇場主催。

## スタッフ
構成・演出松本雄吉
音楽監督・作曲内橋和久
舞台監督太田和司
美術田中春男
音響デザイン松村和幸
照明デザイン吉本有輝子
映像高岡茂・鷲野尚紀・竹内敦
衣装維新派衣装部
維新派制作高岡茂・衛藤千穂
芸術監督栗山民也

## キャスト
少年A・シンイチロウ森正吏
メガネ少女・カナエ春口智美
老人O木村文典
標識少年・少年たち岩村吉純・新田ヒロユキ・山田光芳・石本由美・坊野康之・石黒陽子
中国人密航者
- 馬（マー）：藤木太郎
- 洪（ホン）：大岸孝行
- 楊（ヤン）：田中慎也
- 沈（シェン）：升田学
- 魯（ルウ）：エレコ中西

老人たち・男たち鹿田大樹・栃下亮・小松敏夫・早乙女憲
裸足の少年・女たち小山加油・四谷エスタ・石丸史夏・稲垣里花・川田きよ・栗飯原理絵
水の精・少年兵中麻里子・江口佳子・平野舞・みずちおむ・藪実里・佐藤亜希・尾立亜実・境野香穂里・村越美穂

## 演奏
ギター・ダクソフォン内橋和久
パーカッション外山明
エレクトロニクス・ボーカルいとうはるな